# Nar'jan-Mar
Nar'ján-Mar (in russo Нарья́н-Мар?; in nenec: Няръяна мар, Njarʾjana mar, letteralmente "città rossa") è una città della Russia europea settentrionale, capoluogo del circondario autonomo dei Nenec; sorge sulla sponda destra del fiume Pečora, 110 km a monte della sua foce nel Mare di Barents.
La sua fondazione risale al 1935, in seguito alla decisione del governo sovietico di promuovere un certo sviluppo industriale nella zona; negli anni passati ha avuto una certa importanza anche l'attività forestale.

## Infrastrutture e trasporti

### Aereo
La città è servita dall'aeroporto di Nar'jan-Mar dove si basa la compagnia aerea russa il distaccamento aereo di Nar'jan-Mar. All'aeroporto effettuano i voli di linea e charter per gli aeroporti russi di Mosca-Vnukovo, San Pietroburgo-Pulkovo, Arcangelo-Talagi, Syktyvkar, Usinsk le compagnie aeree russe Aeroflot-Nord, Kirov Air Enterprise, UTair.

### Nave
La sua posizione vicino alla foce di un grande fiume fa sì che sia dotata di un porto fluviale di discreta importanza.
| 1926   | 1939   | 1959   | 1970   | 1979   | 1989   | 2002   | 2018   | 2024   |
| ------ | ------ | ------ | ------ | ------ | ------ | ------ | ------ | ------ |
| 14 000 | 13 000 | 13 200 | 18 900 | 23 400 | 20 200 | 18 600 | 24 775 | 24 266 |

## Clima
| Nar'jan-Mar (1991-2020) Fonte: | Mesi         | Mesi         | Mesi         | Mesi         | Mesi         | Mesi        | Mesi        | Mesi        | Mesi        | Mesi         | Mesi         | Mesi         | Stagioni | Stagioni | Stagioni | Stagioni | Anno  |
| Nar'jan-Mar (1991-2020) Fonte: | Gen          | Feb          | Mar          | Apr          | Mag          | Giu         | Lug         | Ago         | Set         | Ott          | Nov          | Dic          | Inv      | Pri      | Est      | Aut      | Anno  |
| ------------------------------ | ------------ | ------------ | ------------ | ------------ | ------------ | ----------- | ----------- | ----------- | ----------- | ------------ | ------------ | ------------ | -------- | -------- | -------- | -------- | ----- |
| T. max. media (°C)             | −12,9        | −12,1        | −6,5         | −0,8         | 5,8          | 14,2        | 18,9        | 15,0        | 9,8         | 1,8          | −5,7         | −9,0         | −11,3    | −0,5     | 16,0     | 2,0      | 1,5   |
| T. media (°C)                  | −16,8        | −16,0        | −10,7        | −5,0         | 1,6          | 9,2         | 13,8        | 10,8        | 6,5         | −0,5         | −8,7         | −12,5        | −15,1    | −4,7     | 11,3     | −0,9     | −2,4  |
| T. min. media (°C)             | −21,1        | −20,4        | −15,1        | −9,1         | −1,9         | 5,3         | 9,4         | 7,6         | 3,6         | −2,9         | −12,1        | −16,4        | −19,3    | −8,7     | 7,4      | −3,8     | −6,1  |
| T. max. assoluta (°C)          | 4,7 (1930)   | 2,8 (1997)   | 7,7 (2008)   | 16,4 (2021)  | 31,9 (2021)  | 33,4 (1945) | 33,9 (1990) | 33,1 (1940) | 23,8 (1992) | 17,2 (1974)  | 6,5 (2005)   | 6,8 (1929)   | 6,8      | 31,9     | 33,9     | 23,8     | 33,9  |
| T. min. assoluta (°C)          | −47,4 (1999) | −46,5 (1991) | −45,4 (1964) | −36,3 (1987) | −23,7 (1964) | −7,2 (1930) | −0,3 (2014) | −4,3 (1986) | −7,8 (2002) | −26,4 (1988) | −40,2 (1949) | −47,6 (1978) | −47,6    | −45,4    | −7,2     | −40,2    | −47,6 |
| Nuvolosità (okta al giorno)    | 7,6          | 7,3          | 7,5          | 7,4          | 8,2          | 7,9         | 7,6         | 8,5         | 8,4         | 8,4          | 8,0          | 7,8          | 7,6      | 7,7      | 8,0      | 8,3      | 7,9   |
| Precipitazioni (mm)            | 31           | 23           | 27           | 31           | 38           | 52          | 52          | 71          | 63          | 53           | 41           | 36           | 90       | 96       | 175      | 157      | 518   |
| Giorni di pioggia              | 3            | 2            | 3            | 7            | 14           | 21          | 21          | 24          | 24          | 17           | 7            | 4            | 9        | 24       | 66       | 48       | 147   |
| Nevicate (cm)                  | 45           | 55           | 62           | 58           | 21           | 0           | 0           | 0           | 0           | 4            | 16           | 30           | 130      | 141      | 0        | 20       | 291   |
| Giorni di neve                 | 27           | 26           | 26           | 22           | 19           | 6           | 0,3         | 0,3         | 5,0         | 20,0         | 26,0         | 28,0         | 81,0     | 67,0     | 6,6      | 51,0     | 205,6 |
| Giorni di nebbia               | 3            | 2            | 3            | 3            | 3            | 2           | 3           | 3           | 4           | 4            | 4            | 3            | 8        | 9        | 8        | 12       | 37    |
| Umidità relativa media (%)     | 82           | 82           | 81           | 78           | 76           | 72          | 75          | 83          | 86          | 88           | 87           | 84           | 82,7     | 78,3     | 76,7     | 87       | 81,2  |
| Vento (direzione-m/s)          | SW 3,7       | SW 3,6       | SW 3,8       | W 3,7        | E 3,8        | N 3,8       | N 3,5       | N 3,3       | S 3,3       | SW 3,7       | SW 3,4       | SW 3,6       | 3,6      | 3,8      | 3,5      | 3,5      | 3,6   |

## Amministrazione

### Gemellaggi
- Arcangelo
- Mariupol'
- Uchta
- Mosca
- Trondheim